# Malmö Fotbollförening 1977
Questa voce raccoglie le informazioni riguardanti il Malmö Fotbollförening nelle competizioni ufficiali della stagione 1977.

## Stagione
Nella stagione 1977 il Malmö vinse per la dodicesima volta (la terza in quattro anni) la Allsvenskan, assicurandosela con alcuni turni d'anticipo grazie al consistente (sette punti al termine della stagione) vantaggio accumulato sulle inseguitrici.
Al termine della stagione la squadra disputò inoltre la Coppa UEFA, dove fu eliminata ai trentaduesimi di finale dal Lens che, grazie a una vittoria per 4-1 all'andata, fu capace di mantenere intatta la qualificazione nonostante una sconfitta per 2-0 subita al ritorno.

## Divisa e sponsor
Vengono confermate le divise introdotte nella stagione precedente.
| Manica sinistra · Manica sinistra · Maglietta · Maglietta · Manica destra · Manica destra · Pantaloncini · Calzettoni |

## Rosa
| N. |                   | Ruolo | Calciatore          |
| -- | ----------------- | ----- | ------------------- |
| 1  | Svezia (bandiera) | P     | Jan Möller          |
| 2  | Svezia (bandiera) | D     | Roland Andersson    |
| 3  | Svezia (bandiera) | D     | Krister Kristensson |
| 4  | Svezia (bandiera) | D     | Roy Andersson       |
| 5  | Svezia (bandiera) | D     | Magnus Andersson    |
| 6  | Svezia (bandiera) | D     | Staffan Tapper      |
| 7  | Svezia (bandiera) | C     | Anders Ljungberg    |
| 8  | Svezia (bandiera) | A     | Bo Larsson          |
| 9  | Svezia (bandiera) | C     | Tore Cervin         |
| 10 | Svezia (bandiera) | D     | Ingemar Erlandsson  |

| N. |                   | Ruolo | Calciatore      |
| -- | ----------------- | ----- | --------------- |
| 11 | Svezia (bandiera) | A     | Tommy Larsson   |
| 12 | Svezia (bandiera) | D     | Kent Jönsson    |
| 13 | Svezia (bandiera) | A     | Tommy Andersson |
| 14 | Svezia (bandiera) | C     | Tommy Hansson   |
| 15 | Svezia (bandiera) | D     | Claes Malmberg  |
| 16 | Svezia (bandiera) | P     | Arne Åkesson    |
| 17 | Svezia (bandiera) | C     | Per-Åke Åkesson |
| 19 | Svezia (bandiera) | A     | Thomas Sjöberg  |
| -  | Svezia (bandiera) | C     | Robert Prytz    |

## Statistiche

### Statistiche di squadra
| Competizione         | Punti | Totale | Totale | Totale | Totale | Totale | Totale | DR  |
| Competizione         | Punti | G      | V      | N      | P      | Gf     | Gs     | DR  |
| -------------------- | ----- | ------ | ------ | ------ | ------ | ------ | ------ | --- |
| Allsvenskan          | 38    | 26     | 15     | 8      | 3      | 41     | 19     | +22 |
| Coppa UEFA 1977-1978 | -     | 2      | 1      | 0      | 1      | 4      | 3      | +1  |

### Statistiche dei giocatori
| Giocatore      | Allsvenskan | Allsvenskan |
| Giocatore      | Presenze    | Reti        |
| -------------- | ----------- | ----------- |
| M. Andersson   | 13          | ?           |
| R. Andersson   | 26          | ?           |
| R. Andersson   | 26          | ?           |
| T. Andersson   | 17          | ?           |
| A. Åkesson     | 2           | ?           |
| P. Åkesson     | 4           | ?           |
| T. Cervin      | 4           | ?           |
| I. Erlandsson  | 23          | ?           |
| T. Hansson     | 24          | ?           |
| K. Jönsson     | 1           | ?           |
| K. Kristensson | 26          | ?           |
| Bo Larsson     | 25          | ?           |
| A. Ljungberg   | 13          | ?           |
| C. Malmberg    | 22          | ?           |
| J. Möller      | 24          | ?           |
| R. Prytz       | 1           | ?           |
| T. Sjöberg     | 21          | ?           |
| S. Tapper      | 9           | ?           |